# Richard Bird
Richard Bird, nato George Bird (Liverpool, 4 aprile 1895 – Northwood, dicembre 1979), è stato un attore e regista inglese, attivo a teatro, al cinema e in televisione.

## Biografia
Richard Bird recitò come protagonista in alcuni film negli anni trenta, in particolare nei gialli What Happened Then? e The Warren Case, entrambi diretti da Walter Summers nel 1934, e in La boheme di Paul L. Stein (1935), in cui interpretò il ruolo di Colline. Negli anni quaranta l'attività cinematografica si ridusse a poche apparizioni, tra cui quelle in I'll Walk Beside You di Maclean Rogers (1943) e The Halfway House di Basil Dearden (1944). Negli anni cinquanta passò alla regia di produzioni televisive e nel decennio successivo prese parte ad alcuni episodi di serie TV come I gialli di Edgar Wallace e Investigatore offresi.

### Vita privata
È stato sposato dal 1931 al 1977 con l'attrice inglese Joyce Barbour.

## Filmografia

### Attore

#### Cortometraggi
- The Professional Guest, regia di George King (1931)
- Number, Please, regia di George King (1931)
- Impromptu, regia di William C. McGann (1932)
- A Letter of Warning, regia di John Daumery (1932)

#### Lungometraggi
- Tilly of Bloomsbury, regia di Jack Raymond (1931)
- The Water Gipsies, regia di Maurice Elvey (1932)
- Nine Till Six, regia di Basil Dean (1932)
- White Face, regia di T. Hayes Hunter (1932)
- The Right to Live, regia di Albert Parker (1933)
- The Butterfly Affair, regia di Walter Summers (1933)
- The Warren Case, regia di Walter Summers (1934)
- The Great Defender, regia di Thomas Bentley (1934)
- What Happened Then?, regia di Walter Summers (1934)
- Invitation to the Waltz, regia di Paul Merzbach (1935)
- La boheme (Mimi), regia di Paul L. Stein (1935)
- Royal Cavalcade, regia di Herbert Brenon, W.P. Kellino, Norman Lee e Walter Summers (1935) - non accreditato
- Night Mail, regia di Herbert Smith (1935)
- The Crouching Beast, regia di Victor Hanbury (1935)
- Sensation, regia di Brian Desmond Hurst (1936)
- Il mistero di Cambridge (Bulldog Drummond at Bay), regia di Norman Lee (1937)
- The Door with Seven Locks, regia di Norman Lee (1940)
- I'll Walk Beside You, regia di Maclean Rogers (1943)
- The Halfway House, regia di Basil Dearden (1944)
- Don't Take It to Heart, regia di Jeffrey Dell (1944)
- Forbidden, regia di George King (1949)
- Death Trap, regia di John Llewellyn Moxey (1962)
- Return to Sender, regia di Gordon Hales (1963)

#### Televisione
- Ivanhoe
- episodio Arms and the Women (12 ottobre 1958)
- Crying Down the Lane
- episodio #1.3 (1962)
- The Secret Thread, regia di Harold Clayton (5 gennaio 1962) - Film TV
- Probation Officer
- episodio #4.4 (28 maggio 1962)
- I gialli di Edgar Wallace
- episodio Death Trap (1 ottobre 1962)
- episodio Return to Sender (12 marzo 1963)
- Detective
- episodio A Connoisseur's Case (15 giugno 1964)
- Investigatore offresi
- episodio Case for the Defence (27 agosto 1969)

### Regista

#### Regista cinematografico
- The Terror (1938)
- Men of Ireland (1938)

#### Regista televisivo
- Bet Your Life (1 luglio 1952) - Film TV
- London Laughs (17 agosto 1953) - Film TV
- The Love Match (30 agosto 1953) - Film TV
- Paint Your Wagon (25 gennaio 1954) - Film TV
- The Fifth Season (26 aprile 1954) - Film TV
- Love and Kisses (1955) - Serie TV, 5 episodi
- Jack Hylton Presents (23 dicembre 1955) - Serie TV, 1 episodio
- BBC Sunday-Night Theatre (1956-1957) - Serie TV, 2 episodi

### Produttore
- I'm Not Bothered (1956) - Serie TV, 5 episodi